# Indo-grekiska riket

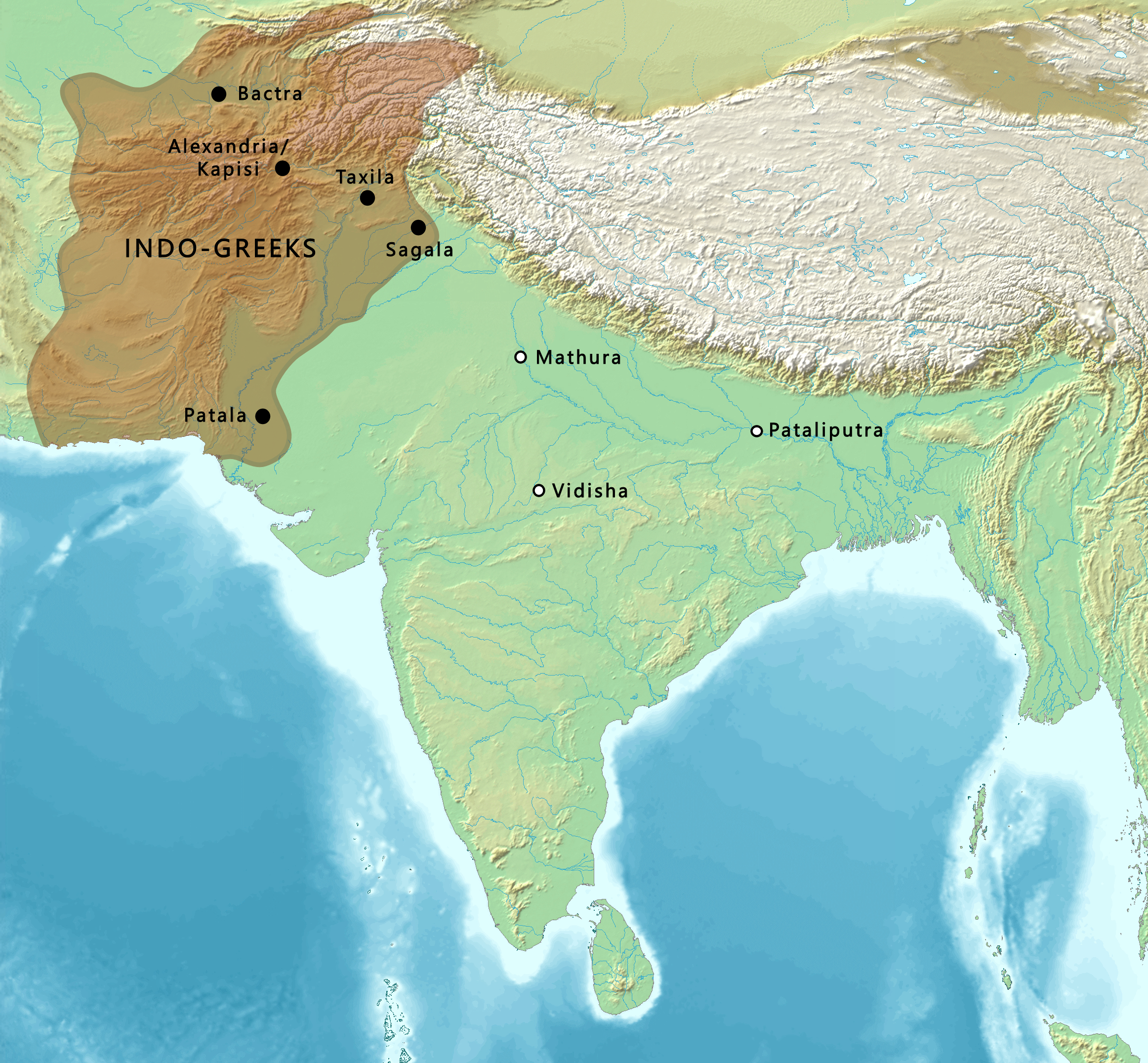
Karta över Indo-grekernas territorium.

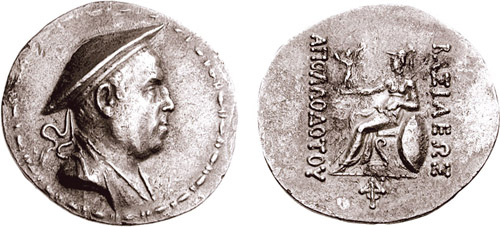
Mynt med den Indo-grekiske kungen Apollodotos I. Grekiska: ΒΑΣΙΛΕΩΣ ΑΠΟΛΛΟΔΟΤΟΥ (kung Apollodotos).

 Det Indo-grekiska riket eller det grekisk-indiska riket, också känt under sitt indiska namn Yavanarajya, var ett historiskt kungarike som existerade i Baktrien (nuvarande östra Afghanistan) och nuvarande i norra Pakistan och nordvästra Indien (motsvarande Punjab) från omkring 170 f.Kr. fram till första århundradet f.Kr. Efter Menander I:s död omkring 130 f.Kr. var riket tidvis splittrat och regerat av olika indo-grekiska regenter i konflikt med varandra, och "Indo-grekiska riket" användes därefter som ett samlingsnamn för indo-grekernas kungariken inom detta område. 

## Historik
Omkring 180 f.Kr. erövrades området av Demetrios I, kung av det grekisk-baktriska riket. Omkring 170 f.Kr. splittrades det grekisk-baktriska riket när  Eucratides I övertog den nordvästra delen (Baktrien) och den gamla kungadynastin behöll makten i den sydöstra delen, som då bildade det Indo-grekiska riket.
Rikets grundare Demetrios I var etnisk grek och gift med en grekisk prinsessa (dotter till Antiochus III), men det är oklart hur länge dynastierna var etniskt grekiska. Riket resulterade i en blandning av grekisk och indisk kultur på många områden, vilket visas av arkeologiska fynd kring dess arkitektur och mynt. Arkitekturen i dess huvudstad Sagala anges ha varit grekisk, och regenterna är klädda och friserade på grekiskt vis på sina mynt, samtidigt som dess mest berömda regent, Menander I, övergick till buddhismen. Greko-buddhistisk konst uppkom ur denna blandning. 
Efter Menanders död cirka 130 f.Kr. splittrades riket i först två delar och sedan ytterligare, vissa monarkier och andra republiker, bland dem Yaudheyarepubliken, Dattadynastien och Mitradynastien. Många av dess stater styrdes av indo-greker och namnet "Indo-grekiska riket" används därför som ett sammanfattande namn på kulturområdet även efter dess splittring. De indo-grekiska staterna tycks ha utplånats i samband med indoskyternas invasion cirka 10 e.Kr., men en indo-grekisk befolkning förmodas ha kvarblivit i området i ytterligare sekel under indo-partiska riket och Kushanariket.

## Kulturell betydelse
Trots sin kortvarighet var riket av stor betydelse i kulturellt avseende. Grekisk och indisk kultur kom här i beröring med varandra. Framför allt fick den grekiska konsten inflytande på den indiska. Det uppstod nu en grekisk-buddhistisk konst i Gandhara, en hellenistisk provinskonst uppfylld av indiska motiv. Det indiska dramat uppvisar hädanefter drag som påminner om det grekiska skådespelet, och grekisk scenteknik tycks ha fått genomslag i Indien.

## Regentlista
Rikets regentlista är inte bekräftat utan grundar sig på ungefärliga årtal utifrån när olika regenter förekommer på mynt. Saken kompliceras ytterligare av att det i hellenistiska stater var normalt för till exempel en far och son eller två bröder att regera som samregenter. 
Euthydemusdynastin
- 180–180: Euthydemus II
- 185–170: Antimachus I
- 190–180: Pantaleon
- 190–180: Agathocles
- 180–160: Apollodotus I
- 160–155: Antimachus II Nikephoros
- 155–150: Demetrius II
- 155–130: Menander I

Efter Menander I splittrades det Indo-grekiska riket mellan hans änka Agathokleia och Zoilos I, och därefter var riket splittrad med en oklar kronologi. Den kanske sista indo-grekiska regenten var Zoilos II från cirka 50 f.Kr.